# B.o.B
B.O.B(1988년 11월 15일 ~ ) 또는 보비 레이 시먼스(Bobby Ray Simmons)는 미국 조지아주 디케이터 출신의 힙합아티스트이자, 싱어송라이터, 레코드 프로듀서이다. B.o.B는 현재 그랜드 허슬 레코드(Grand Hustle Records), 레벨 록 엔터테인먼트(Rebel Rock Entertainment), 애틀랜틱 레코드에 소속돼 있다. 그는 미국과 영국에서 넘버원을 기록한 데뷔 싱글 "Nothin' on You"로 단번에 명성을 쌓았고 영국에서 1위, 미국에서 2위를 기록한 두 번째 싱글 "Airplanes"으로 유명세를 이어갔다. 연달아 발매한 세 번째 싱글 "Magic"도 빌보드 핫 100의 10위 안에 들었다.
B.o.B는 MTV에서 선정하는 2010 핫티스트 MC 인 더 게임(Hottest MC in the Game of 2010)에서 9위를 했다. 두 개의 EP앨범과 몇 개의 믹스 테이프를 거쳐 2010년 4월 27일 데뷔 앨범 B.o.B Presents: The Adventures of Bobby Ray가 발매됐다. 이 앨범은 미국 차트에서 1위를 했고 RIAA는 공식적으로 골드(50만 장 판매)를 인증했다. 2012년 5월 1일 B.o.B의 두 번째 정규앨범 Strange Clouds가 발매됐다. 현재 바비 레이는 허슬 레코드 대표인 T.I.와 콜라보레이션 앨범과 록 뮤직 EP를 발매할 계획에 있다.

## 생애
1988-2006 : 유년기와 경력의 시작
시먼스는 노스캐롤라이나주 윈스턴세일럼에서 1988년 11월 15일에 태어났다. 그는 초등학교 때부터 고등학교 때까지 스쿨 밴드에서 트럼펫을 연주했다. 부모님은 학업을 지속하길 바랐지만 6학년(sixth grade) 때 이미 시먼스는 뮤지션의 길을 가고 싶어 했다. 목사였던 아버지는 시먼스에게 음악은 치유이자 창의력의 발휘라는 점을 깨닫게 된 후론 반대를 멈췄다. 훗날 시먼스는 과거를 회상하며 “부모님은 언제나 나를 지지해 줬어. 그들은 비트를 만드는 데 필요한 내 첫 번째 키보드를 마련해줬고 이곳저곳에서 내 장비를 마련해 줬어. 하지만 그분들이 내가 진짜로 어떤 걸 얻고자 하는지를 알지 못했을 거야.” 이후 B.o.B는 조지아주 디케이터 지역의 컬럼비아 고등학교에 진학했다.
2002년 14살의 나이로 그의 멘토이자 공동 경영자인 비. 리치(B. Rich)를 만난 후에, B.o.B는 전 슬립엔 슬라이드 리코딩(lip-n-Slide recording)의 아티스트 씨티(Citti)의 곡 "I'm the Cookie Man."에 쓰인 비트를 처음으로 팔았다. 그때 B.o.B는 자신이 해냈다는 성취감을 이렇게 표현 했다. : “나는 나가서 내 모든 돈을 순식간에 다 써버렸지. 금방 다시 나는 빈털터리가 됐지만 두 가지 중요한 것을 깨달았지. 우선은 돈을 아껴야 했고 음악에 흠뻑 빠져야 한다는 것이었지.” 다시 원위치로 돌아가, B.o.B는 자신의 기술을 완벽하게 하기 위해 공연의 오프닝 무대에 서거나 언더그라운드에서 활동을 지속했다. 2006년 B. 리치는 미성년자인 B.o.B가 애틀랜타 랩퍼 T.I. 소유인 나이트클럽 클럽 크루셜(Club Crucial)에 일할 수 있게 도와줬다. 그곳에서 B.o.B는 자신이 프로듀스한 스포큰 워드 형태의 마리하나의 송가인 "Cloud 9"으로 공연을 했다. 그의 공연을 본 관객 중에는 프로듀서이자 상업 음악의 베테랑인 TJ's DJ'S의 CEO인 T.J. 채프먼(T.J. Chapman)이 있었다. 채프먼은 B.o.B를 공동관리하는 것에 동의했고 몇 달 뒤 B.o.B는 애틀랜틱 레코드와 플로리다 프로듀서 짐 존신(Jim Jonsin)의 운영되는 발매 계열사인 레벌 록과 계약을 맺었다. 애틀랜틱에서 발매된 그의 2007년의 첫 번째 싱글 "Haterz Everywhere"은 빌보드의 버블링 언더 알앤비/힙합 싱글 차트(U.S. Billboard Bubbling Under Hot 100 Singles)에서 탑 5를 기록했다. 그의 솔로 프로덕션 경력은 B.o.B를 플레이보이 트레(Playboy Tre), TJ 채프먼, B. 리치와 함께 햄 스쿼드(Ham Squad)라 불리는 프로덕션/랩 그룹의 일원이 되게 했다.
2007–2008: 명성의 상승과 믹스 테이프
B.o.B는 2007년 초부터 처음으로 메이저 인지도를 얻기 시작했다. 웨스 피프(Wes Fif)가 피처링한 언더그라운드 싱글 "Haterz Everywhere"는 랩퍼들의 인지도를 얻게 됐고 빌보드 버블링 언더 핫 100 싱글즈에서 5위를 기록했다. 리치 보이가 피처링한 리믹스 버전은 비디오 게임 파이트 나이트 라운드 4(Fight Night Round 4)에 실리게 됐고 연달아 리믹스 버전의 뮤직 비디오도 공개가 됐다. 다른 싱글 I'll Be in the Sky"는 2008년에 발매됐는데 어바웃닷컴(About.com)은 이 노래를 “스마트하고 펑키한 아트 랩과 앨범의 웅장한 서곡”이라고 표현했고 자신들이 선정한 2008 톱 100 랩 송(Top 100 Rap Songs of 2008)에 13위에 랭크 시켰다. 아울러 바비 레이가 프로듀싱한 ‘Generation Lost’도 동일 차트에서 32위에 이름을 올렸다. 연달아 발매된 다른 싱글 "Don't Let Me Fall"는 일반의 랩보다 알앤비에 가까운 노래였다. 그는 T.I.의 앨범 Paper Trail의 "On Top of the World"에서 피처링을 했다.
같은 해 그는 XXL 매거진에 애셔 로스, 찰스 해밀턴(Charles Hamilton), 웨일(Wale)과 함께 09 힙합의 클래스(Hip-Hop's Class of '09)로서 지목됐다. 2008년 10월에는 B.o.B는 잡지 바이브(Vibe)의 커버에 유망한 재능으로 평가된 어린 뮤지션들과 함께 등장했다. 그는 자신이 80년대 음악, 테크노, 록 펑크, 심지어 두왑에서 영향을 받았다고 말했다. B.o.B는 영국 랩퍼 긱스 같은 뮤지션들과 함께 2007년부터 2008년까지 4장의 믹스 테이프를 발매했다. ; The Future (2007), Cloud 9 (2007), Hi! My Name is B.o.B (2008) Who the F#*k is B.o.B? (2008)와 두 개의 EP Eastside (2007), 12th Dimension (2008).
2009–2010: 메인스트림 성공과 The Adventures of Bobby Ray
2009년 5월 B.o.B는 마누 차오(Manu Chao)의 곡 "Mr. Bobby"를 커버해서 발표하며 바비 레이 하나의 이름만 사용하길 원한다고 발표했다. 그리고 그는 새로운 방향(new direction)으로 음악을 진행할 거라고 말했다. : "이제 나는 바비 레이로 활동할 거야. 바비 레이를 확실하게 새겨 둬. 나는 정말로 새로운 방향으로 나아갈 거야 -더 자유롭게 특정한 장르에 부합하려 노력하지 않을 거야. 나는 그것을 해왔던 것 같지 않아. 나는 그것을 일치 시키려고 노력했던 것 같지 않아. 하지만 나는 더 많은 자유로운 정신을 느껴. 나는 더 많은 음악적 의지를 가졌어. 그게 나에 관한 모든 거야. 나는 기타이며 화음이자 키보드야.“ 2009년 6월 22일 B.o.B는 그의 여섯 번째 믹스테이프 B.o.B vs. Bobby Ray를 발매했다. T.I.'s T.I. vs. T.I.P. (2007)를 연상시키는 이 믹스테이프는 퓨리(Fury)와 B.o.B 중심으로 제작됐다. 이 믹스테이프에는 레드 스파이다(Red Spyda)가 프로듀서한 "Fly Like Me"와 트라이브 콜드 퀘스트(A Tribe Called Quest)의 1990년의 히트곡 "Bonita Applebum"을 리믹스한 "Put Me On"이 실려 있다. 리복은 리복 클래식 리믹스 컬렉션 기념행사에서 "Put Me On"을 사용했다. 이 트랙은 전미 풋 락커(Foot Locker)상점에서 리복 클래식 리믹스 컬렉션 제품을 구입한 고객들만 독점적으로 다운받을 수 있었다.
2010년 1월 13일 B.o.B는 그의 데뷔 앨범 The Adventures of Bobby Ray가 2010년 5월 25일 발매될 거라고 발표했다. 또 앨범 프로모션용으로 첫 앨범 발매 날짜를 뜻하는 May 25라는 믹스테이프도 발매할 거라고 공개했다. May 25는 2010년 2월 1일 비평가들의 찬사를 받으며 발매됐다. 이 믹스테이프에는 J. 콜(J. Cole), 애셔 로스, 플레이보이 트레, 찰스 해밀턴과 브루노 마스가 참여를 했다. 특히 브루노 마스는 보너스 트랙과 B.o.B의 데뷔 싱글 "Nothin' on You” 피처링을 했다. 믹스테이프 May 25와 싱글 "Nothin' on You"의 상업적 성공으로 인해 데뷔 앨범은 2010년 4월 27일로 발매가 앞당겨졌다. 이 앨범은 T.I.의 레코드 회사인 그랜드 허슬에서 발매됐고 루페 피에스코, T.I., 플레이보이 트레, 헤일리 윌리엄스, 리버스 쿠오모, 리코 바리노(Ricco Barrino), 저넬 모네이, 브루노 마스, 영 드로가 참여했다.
세 개의 다른 싱글은 "Don't Let Me Fall"(2010.4.6 발매), "Airplanes"(2010.4.46 발매; 피처링 헤일리 윌리엄스), "Bet I"(2010.4.20; 피처링 T.I, 플레이보이 트레)이다. “Bet I”의 뮤직비디오는 애틀랜틱 비디오(Atlantic Videos)에 의해 유튜브에 배포됐다. 2010년 4월 27일에 발매된 데뷔 앨범은 전반적으로 긍정적인 리뷰가 주어졌다. 이 앨범은 발매된 첫 주에 8만 4천 장이 팔렸고 빌보드 200에서 1위로 데뷔했다. B.o.B는 데뷔 첫째 주에 넘버원에 오른 13번 째 남자 솔로 가수가 됐다. 7월에 B.o.B는 슛팅 포 스타스 투어(The SHOOTiN for Stars Tour)로 명명된 투어를 할 거라고 발표했다. 그 날짜와 시간은 7월 13일 그의 웹 사이트에서 공표됐다. B.o.B와 앨범, 그의 노래는 베트 어워드(Bet Awards), 틴 초이스 어워드(Teen Choice Awards), MTV 비디오 뮤직 어워드(MTV Video Music Awards), 뉴 서커프리 서미트(the new Suckerfree Summit)에 후보에 올랐다. "Airplanes"은 개봉 예정 영화인 Charlie St. Cloud의 테일러에 사용됐고 다른 싱글 "Magic"은 그가 등장한 아디다스 매직 캠페인 광고에 사용됐다. B.o.B는 8월 18일 개최되는 2010 MTV 비디오 뮤직 어워드의 에미넴, 링킨 파크, 카니예 웨스트, 드레이크(Drake), 어셔, 파라모어(Paramore), 플로런스 앤드 더 머신(Florence and the Machine), 저스틴 비버와 함께 공연자로 선정됐다.
2010년 8월 14일 헤일리 윌리엄스는 공식 파라모어 팬클럽을 통해 B.o.B는 파라모어의 11월 영국 투어의 메인 게스트일 거라고 발표했다. 또 B.o.B.는 코메리카 파크에서 열리는 에미넴과 제이지의 홈 앤드 홈 투어(The Home & Home Tour)에 오프닝 게스트로 섰다. B.o.B는 MTV 언플러그드(MTV Unplugged)의 무대에도 섰다. 그는 게스트인 로빈 시크(Robin Thicke)와 멜라닌 피오나(Melanie Fiona), 자넬 모네와 함께 그의 데뷔 앨범의 곡들과 MGMT의 곡 "Kids" 커버해 불렀다. 2010년에는 롤라팔루자(Lollapalooza) 축제에 참여했고 12월 MTV 비디오 뮤직 어워드에서 부르노 마스와 "Nothin' on You"를 윌리엄스와 "Airplanes"로 무대에 올랐다. 2010년 12월 7일 B.o.B는 믹스테이프 No Genre를 발표했다. B.o.B는 아이튠즈의 2010 리와인드 차트(iTunes 2010 Rewind Chart)에서 베스트 뉴 아티스트(Best New Artist)로 지명됐다. 12월 16일에는 The Adventures of Bobby Ray 앨범이 RIAA에 의해 골드로 인정받았다. 2011년 1월 30일 제시 J(Jessie J)는 B.o.B와 함께 싱글 "Price Tag"를 영국에서 공개했다. 이 노래는 빠르게 영국 차트에 넘어 원을 기록했고 첫 주에만 8만 4천 장이 팔렸다.
2011-현재: Strange Clouds and The Man the Martian
2011년 3월 22일 일레트로닉 아츠(Electronic Arts)는 B.o.B가 부른 "New York New York"의 일부가 삽입된 일인칭 슈팅 게임 크라이시스2의 런치 테일러를 공개했다. "New York New York"은 프랭크 시나트라가 부른 "Theme from New York, New York"의 메인 피아노 코러스를 차용했는데 코러스를 누가 불렀는지 알려지지 않았다. 노래 전곡은 얼마 뒤 B.o.B의 여덟 번째 미스테이프 E.P.I.C. (Every Play Is Crucial)에 포함됐는데 마이크 캐런(Mike Caren)이 프로듀스를 했다.
2011년 초 오드 퓨처(Odd Future)의 타일러, 더 크리에이터(Tyler, the Creator)는 "Yonkers"라는 곡을 발표했다. 그 노래에서 타일러는 다음과 같이 랩을 했다. What you think of Hayley Williams?(당신은 헤일리 윌리엄스를 어떻게 생각해?) Fuck her, Wolf Haley robbing 'em(빌어먹을, 강도질이나 하는 울프 헤일리) / I'll crash that fucking airplane that that faggot nigga B.o.B is in(나는 호모 검둥이 B.o.B가 타고 있는 비행기를 부셔 버릴 거야) / And stab Bruno Mars in his goddamn esophagus(그리고 브루노 마스의 빌어먹을 식도를 쑤실 거야) / And won't stop until the cops come in(그리고 결찰이 올 때까지 멈추지 않을 거야). 이 노래의 대응으로 3월 25일 B.o.B는 오드 퓨처와 그들의 리더 테일러를 대상으로 노래 "No Future"를 발표했다. 2011년 6월 테크 나인Tech N9ne의 열두 번 째 정규앨범 All 6's and 7's에 B.o.B가 피처링하고 프로듀싱할 거라고 알려졌다. 그 노래는 "Am I a Psycho?"이며 타일러, 더 크리에이터와 이슈가 있는 래퍼 호스핀(Hopsin)도 참여했다. 이 노래에서 B.o.B는 명백하게 타일러, 더 크리에이터를 더 공격했다. B.o.B는 케샤의 히트 싱글 "Blow"의 오피셜 리믹스에 참여했다. 이 리믹스는 2011년 5월 17일에 아이튠에서 공개됐다.
2011년 여름 B.o.B는 T.I.의 의류상품 A.K.O.O의 새로운 모델로 발탁됐다. AKOO 의류의 2011년 가을 캠페인에서 B.o.B는 뉴욕 양키즈의 커티스 그랜더슨, 보스턴 레드 삭스의 칼 크로퍼드, 베트(the Bet)의 히트 시트콤 더 게임(The Game)의 호세아 찬체즈(Hosea Chanchez)와 함께 등장했다. B.o.B는 A.K.O.O의 그래픽 노블 Hide In Plain Sight – Saving the World From Fashion Conspiracy에서도 등장했다.
2011년 8월 27일 콜로라도 국립대학에서 B.o.B가 공연하는 것이 유튜브에 올라왔다. 영상에서 B.o.B는 "Strange Clouds"를 선 공개하며 릴 웨인이 피처링할 거라고 공개했다. 시러큐스 대학교의 데일리 오렌지와의 인터뷰에서 B.o.B는 처음으로 두 번째 스튜디오 앨범에 대해 언급했다. “그것은 더 성숙한 사운드지만 너무 실험적이지는 않을 거야. 이것은 B.o.B Presents: The Adventures of Bobby Ray와 믹스테이프들 사운드의 행복한 중간이 될 거야, 그래서 모두 즐길 수 있을 거야. 현재까지 90퍼센트를 마쳤다고 할 수 있지만 앨범 타이틀은 나중에 공개할 거야.” 2011년 9월 23일 B.o.B는 그의 웹사이트를 통해 발매될 싱글 "Strange Clouds"의 트레일러를 공개했다. 그 트레일러는 "Strange Clouds"가 10월 3일 발매될 거라고 공지했다. 하지만 9월 25일 이 싱글은 발매 날 이전에 유출돼 9월 27일 "Strange Clouds"는 아이튠즈를 통하여 앞당겨 공개됐다. 그날 늦게 B.o.B는 라디오 방송국 V103의 온라인 비디오 스트림에 등장해 싱글과 동명인 앨범 타이틀 Strange Clouds와 2012년 이른 봄에 발매할 것이라고 발표했다. 2011년 10월 25일 바비 레이는 앨범 Strange Clouds의 첫 번째 리스닝 세션을 트리 사운드 스튜티오에 설치했다. 안드레 3000(André 3000)이 피처링한 프로모셔널 싱글 ‘Play the Guitar’를 포함한 7개의 신곡은 리스닝 세션 기간 동안 공개됐다. 앨범은 완성된 상태는 아니었지만 릴 웨인, 빅 K.R.I.T, 넬리와 "Arena"에 참여한 T.I 등이 확정된 빅 게스트였다. 게다가 그는 원리퍼블릭의 한 곡을 같이 작업했다. 2011년 11월 15일 B.o.B는 믹스테이프 E.P.I.C.(Every Play Is Crucial)를 정규 앨범 전에 발매할 거라고 발표했다. 믹스테이프는 2011년 11월 28일 에미넴, 모스 데프(Mos Def), 로스코 대쉬(Roscoe Dash), 믹 밀(Meek Mill), 번 B(Bun B) 같은 가수들과 라이언 테더(Ryan Tedder)부터 릴 C(Lil C)와 짐 (존신Jim Jonsin)까지 프로듀서로 참여했다.
"Strange Clouds" 뮤직 비디오 촬영 도중 MTV는 B.o.B와 인터뷰를 했고 T.I.와 같이 앨범을 낼 거라는 루머에 대해 질문했다. B.o.B는 “조인트 앨범은 농담으로 시작했어. 팁은 언제나 나를 화성(Martian)이라 불렀고 그의 가사에서 ‘그것은 남자와 화성이야.’라고 말했어. 그리고 우리는 ‘남자(Man)는 앨범 타이틀이 될 거야.’말했어. 우리는 그걸로 약간 연주를 했어. 하지만 이것은 아주 괜찮게 만들어질 것 같기도 해.” 2011년 12월 B.o.B는 뉴욕의 핫 97 라디오 방송에 출연했고 T.I.와 The Man & The Martian이라는 앨범을 실제로 작업 중이라고 확정적으로 말했다.
2011년 12월 22일 B.o.B는 드레이크, T.I., 스위즈 비츠(Swizz Beatz)가 부른 "Fancy"를 샘플링한 프로모션용 싱글 안드레 3000이 피처링한 "Play the Guitar"를 발매했다. 얼마 뒤 "Play the Guitar"는 2011년 12월 27일 디지털 앨범으로 발매됐다. 2012년 2월 14일 두 번째 싱글 "So Good"의 트레일러를 공개했다. 라이언 테더가 프로듀싱한 이 곡은 2월 21일 발매됐다. 2012년 한 인터뷰에서 B.o.B는 키드 커디, 제임스 블레이크, 스크릴렉스와 함께 작업하고 싶다고 언급했다. : “나는 제임스 블레이크와 함께 작업하고 싶어. 그건 환상적일 거야. 내 생각에 나랑, 제임스 블레이크, 키드 커디는 같이 노래를 해야 해. 그리고 그 곡은 스크릴렉스에 의해 프로듀싱 돼야지. 내 생각엔 하늘이 떨어질 걸, 우리가 그 노래를 하면. 그리고 하늘이 지구로 내려와 우리랑 파티를 하겠지.” 2012년 3월 B.o.B는 Strange Clouds의 두 번째 프로모션 싱글 "Where Are You (B.o.B vs. Bobby Ray)"를 발매했다. 2012년 4월 17일 "So Hard to Breathe"는 세 번째 프로모션 싱글로 발매됐다. B.o.B는 헤일리 라인하트(Haley Reinhart)의 데뷔 앨범 Listen Up!의 인트로 트랙 "Oh My"에 참여했다. 2012년 5월 1일 B.o.B의 두 번째 스튜디오 앨범 Strange Clouds가 비평가의 찬사를 받으며 발매됐다. 첫 주에 76,000장이 팔린 이 앨범은 미국 빌보드 200 차트에 5위로 데뷔했다. 세 번째 싱글 앨범 "Both of Us"는 2012년 5월 22일 탑 40 메인스트림 라디오(Top 40 Mainstream radio)에 올랐다. 이 노래에는 테일러 스위프트가 노래를 했고 오스트레일리아 탑50 싱글 차트에서 46위를 기록했다. "Both of Us" 첫 주에 143,000장이 팔렸고 앨범 발매와 함께 빌보드 핫 100에 18로 데뷔해 그 주의 가장 높은 순위의 데뷔곡이 됐다.

## 디스코그래피
- B.o.B Presents: The Adventures of Bobby Ray (2010)
- Strange Clouds (2012)

## 수상
- 2010 소울 트렌이 어워즈(Soul Train Awards) 베스트 송(Best Song) - Nothin' On You (with Bruno Mars)
- 2010 틴 초이스 어워즈(Teen Choice Awards) 후크 업 송(Hook Up Song) - Airplanes (with Hayley Willia)